# Partogram
Partogram, inaczej karta obserwacji porodu – formularz dokumentacji medycznej, służący do zapisania najistotniejszych informacji dotyczących przebiegu porodu, stanu rodzącej, stanu płodu i postępu porodu.